# Meliceae
Meliceae je tribus jednosupnica u potporodici Pooideae, porodica travovki. Postoji osam rodova, a ime je došlo po rodu Melica.

## Rodovi
1. Glyceria R. Br. (41 spp.)
2. Lycochloa Sam. (1 sp.)
3. Melica L. (91 spp.)
4. Pleuropogon R. Br. (5 spp.)
5. Schizachne Hack. (1 sp.)
6. Koordersiochloa Merr. (2 spp.)
7. Triniochloa Hitchc. (6 spp.)